# Vauxhall

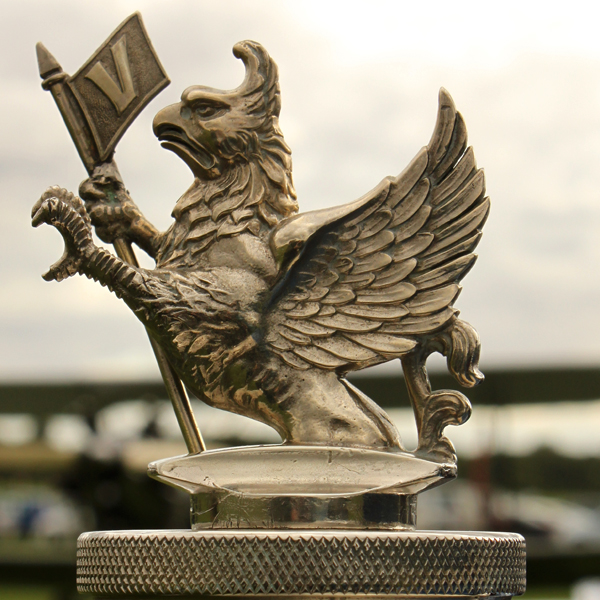
Figurka gryfa, będącego symbolem marki, na korku chłodnicy Vauxhalla D-type (1920)

Vauxhall Motors Ltd. – brytyjski producent samochodów osobowych i dostawczych z siedzibą w Luton działający od 1857 roku. Należy do międzynarodowego koncernu Stellantis.

## Historia
Firma, założona w 1857 roku w dzielnicy Vauxhall w Londynie jako fabryka pomp i silników dla statków, w 1903 skonstruowała swój pierwszy samochód, napędzany silnikiem o mocy 5 KM. W latach 1925–2017 marka należała do amerykańskiego koncernu General Motors, a od 2017 roku do francuskiego PSA. W 2021 weszła w skład nowo powstałego koncernu Stellantis. Począwszy od lat 70. XX wieku większość samochodów sprzedawanych pod marką Vauxhall jest odpowiednikami modeli Opla przeznaczonymi na rynek brytyjski. 
Przedsiębiorstwo posiada dwa zakłady produkcyjne – w Luton, gdzie produkowany jest model Opel/Vauxhall Vivaro, oraz w Ellesmere Port, będący miejscem produkcji modelu Opel/Vauxhall Astra. Pozostałe modele sprzedawane pod marką Vauxhall sprowadzane są z innych krajów, głównie z fabryk Opla w Niemczech. Wielkość produkcji w Wielkiej Brytanii w 2011 roku wyniosła 137 971 samochodów osobowych.

## Modele

### Obecne

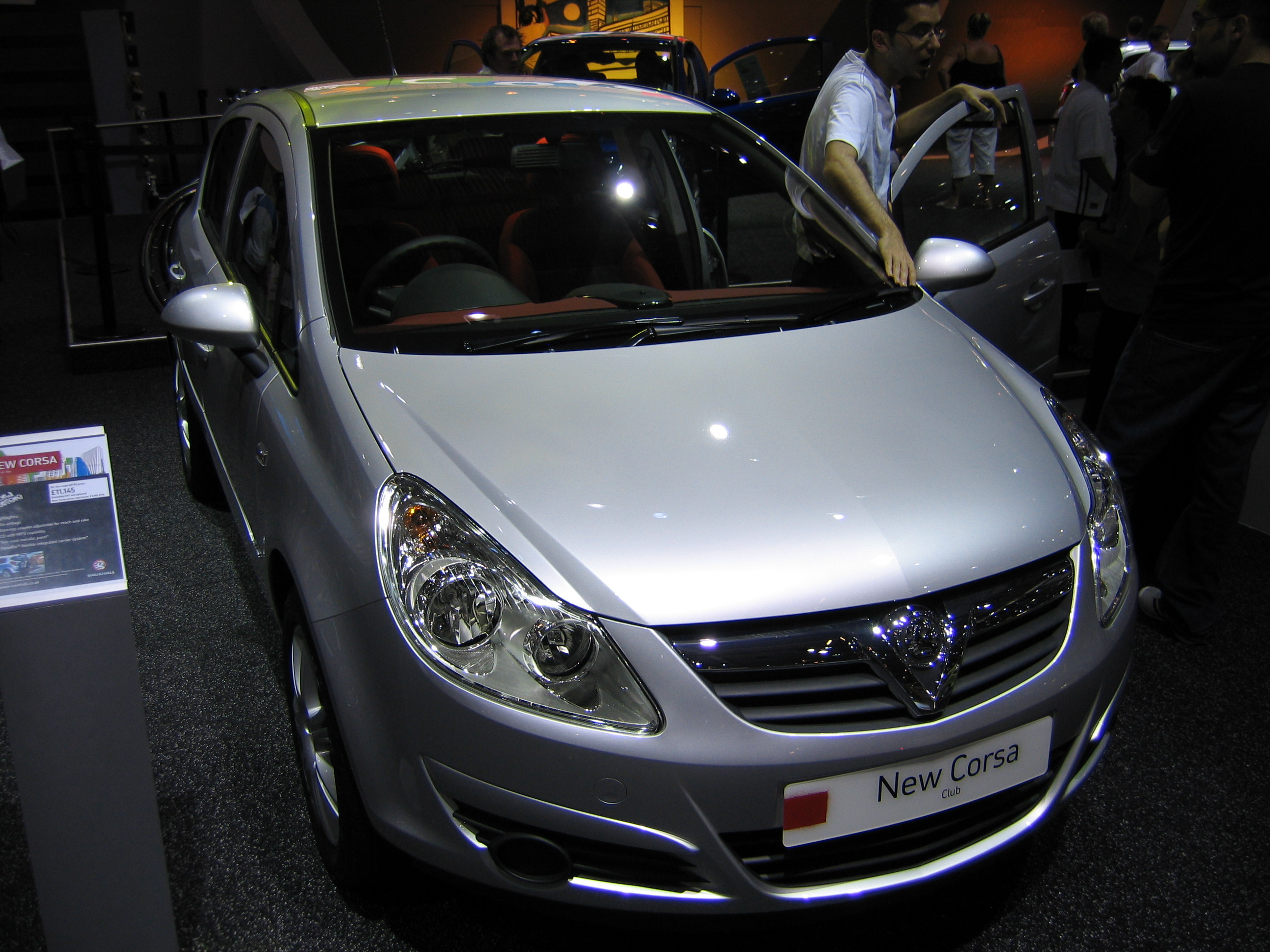
Vauxhall Corsa z 2006 roku

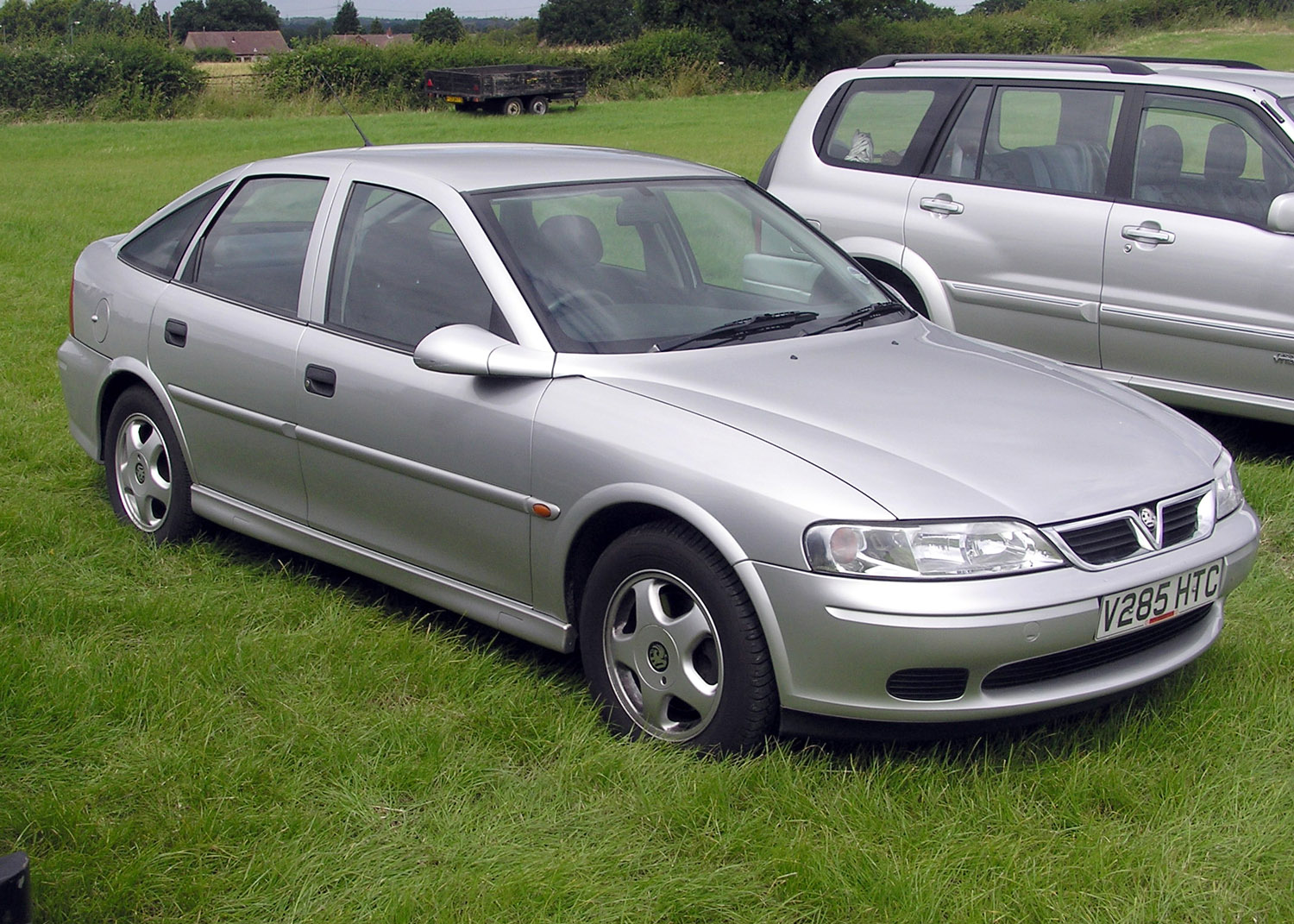
Vauxhall Vectra z 2000 roku

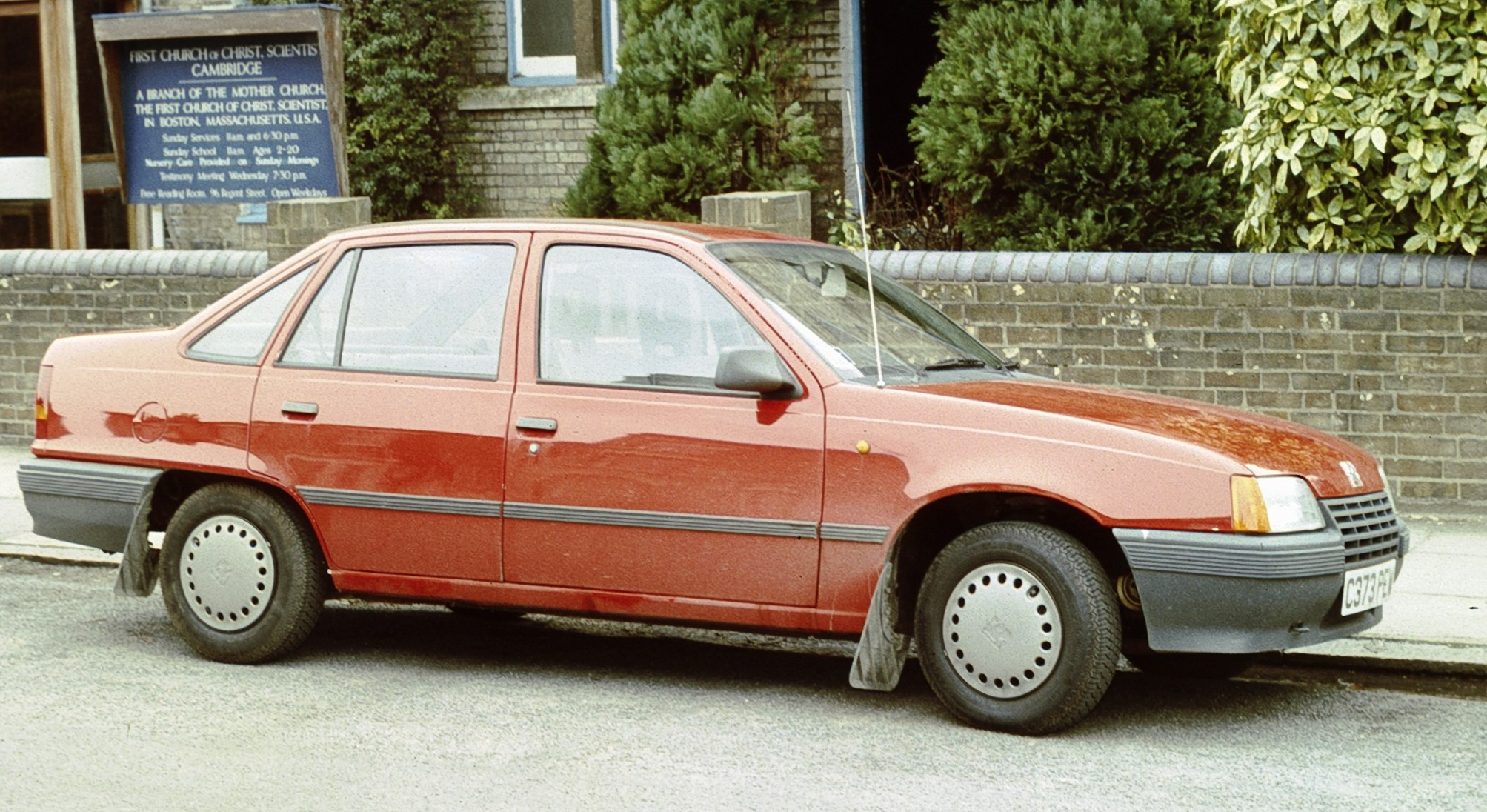
Vauxhall Belmont z 1987 roku

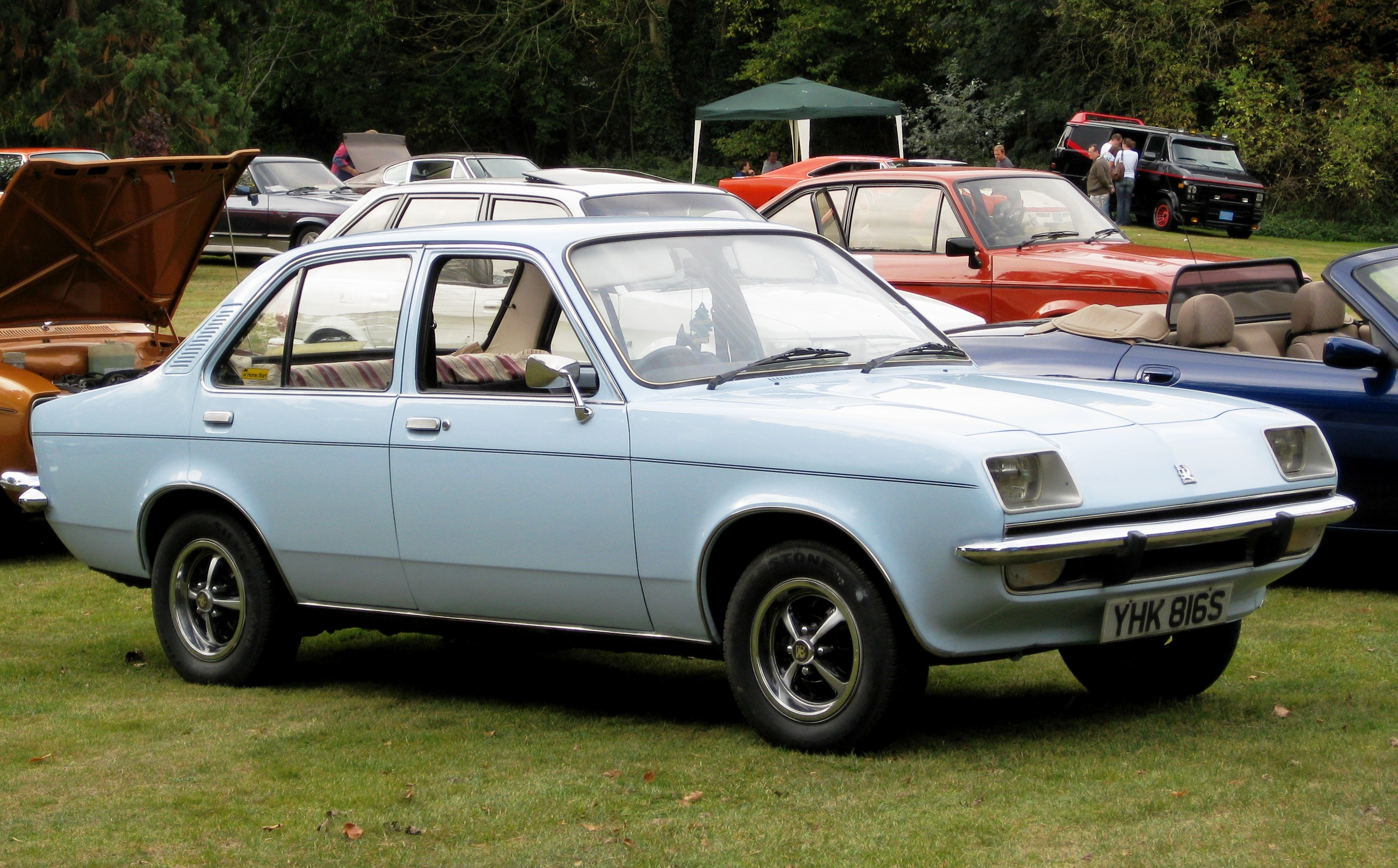
Vauxhall Chevette z 1978 roku

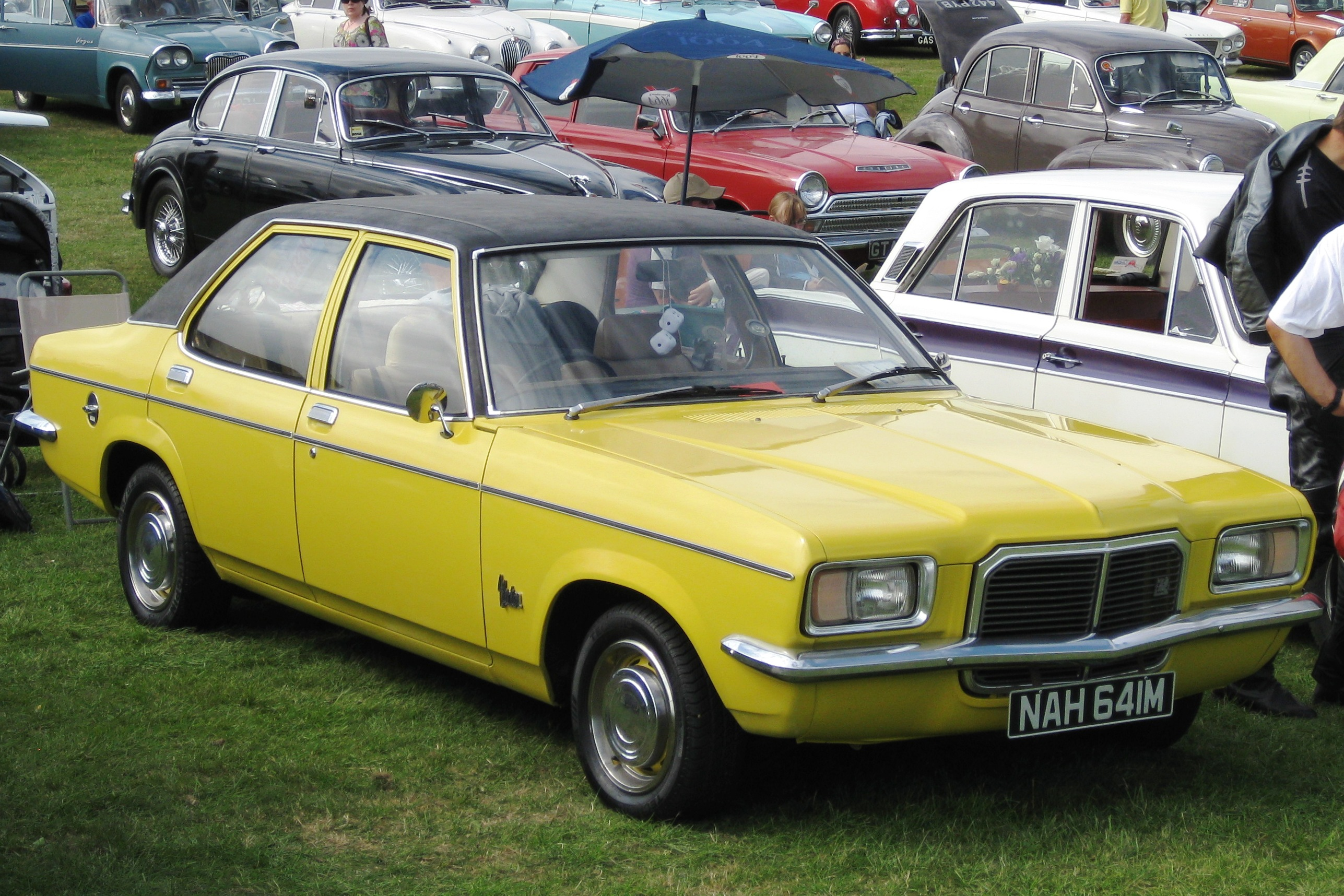
Vauxhall Victor z 1973 roku

#### Samochody osobowe
- Viva (2015- )
- Corsa (1993- )
- Adam (2012- )
- Astra (1979- )
- Insignia (2008- )
- Mokka (2012- )
- Crossland X (2017- )
- Grandland X (2017- )

#### Samochody dostawcze
- Combo (1994- )
- Corsavan
- Vivaro (2001- )
- Movano (1999- )

### Dawne (produkowane po II wojnie światowej)

#### Samochody osobowe
- 10-4 (1937-1947)
- 12-4 (1937-1946)
- 14-6 (1935-1948)
- Agila (2000-2015)
- Ampera (2011-2015)
- Antara (2007-2015)
- Belmont (1986-1991)
- Brava (1992-2002)
- Calibra (1989-1997)
- Carlton (1978-1994)
- Cascada (2012-2018)
- Cavalier (1975-1995)
- Chevette (1975-1984)
- Cresta (1954-1972)
- Firenza (1970-1975)
- Frontera (1991-2004)
- Magnum (1973-1978)
- Meriva (2003-2017)
- Monaro (2001-2005)
- Monterey (1994-1998)
- Nova (1982-1993)
- Omega (1994-2003)
- Royale (1978-1986)
- Senator (1987-1994)
- Signum (2003-2008)
- Sintra (1996-1999)
- Tigra (1994-2001; 2004-2009)
- Vectra (1995-2008)
- Velox (1948-1965)
- Ventora (1968-1972)
- Viceroy (1978-1982)
- Victor (1957-1972)
- Viscount (1966-1972)
- Viva (1963-1979)
- VX220 (2002-2005)
- VX4/90 (1961-1972)
- VXR8 (2007-2017)
- Wyvern (1948-1957)
- Zafira (1999-2018)

#### Samochody dostawcze
- Arena (1997-2000)
- Astramax (1986-1994)
- Astravan
- Midi (1990-1994)
- Rascal (1990-1993)